# Catalino Rivarola
Catalino Rivarola Méndez (Asunción, 30 aprile 1965) è un ex calciatore paraguaiano, di ruolo difensore.

## Carriera

### Club
Debutta all'età di 20 anni con il Cerro Porteño, dove rimane per sei anni, vincendo un titolo nazionale nel 1987; nel 1991 si trasferisce in Argentina, al Talleres, rimanendovi fino al 1995; non vincendo nessun titolo con la società di Córdoba, passa ai brasiliani del Grêmio.
Con la maglia del club Gaúcho vince vari titoli, tra cui un campionato brasiliano di calcio, la Coppa Libertadores 1995; la maggior parte del suo palmarès appartiene al periodo gremiense. Nel 1999 passa brevemente al Palmeiras, in tempo per vincere la Copa Libertadores per la seconda volta. Ha terminato la carriera nel 2001 con la maglia del Club Libertad.

### Nazionale
Debutta con la Nazionale di calcio paraguaiana nel 1988, partecipando alla Coppa América nell'anno successivo. Conta 52 presenze con tre reti segnate e ha partecipato a Francia 1998.

## Palmarès

### Competizioni statali
- Campionato Gaucho: 1

Grêmio: 1996

### Competizioni nazionali
- Campionato paraguaiano: 1

Cerro Porteño: 1987
- Campionato brasiliano: 1

Grêmio: 1996
- Coppa del Brasile: 1

Grêmio: 1997

### Competizioni internazionali
- Coppa Libertadores: 2

Grêmio: 1995
Palmeiras: 1999
- Recopa Sudamericana: 1

Grêmio: 1996